# Mubarak Al-Kabeer (província)

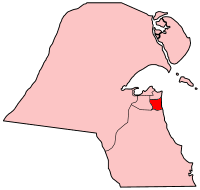
Mubarak Al-Kabeer.

Mubarak Al-Kabeer é uma das seis muhafazat do Kuwait.

## Dados
Capital: Mubarak Al-Kabeer
População: 144 981 hab.

## Distritos
A mahafazah de Mubarak Al-Kabeer está dividida em 8 distritos:
- Sabah Al-Salem
- Messila
- Al-Adan
- Al-Qoboor
- Al-Qurain
- Funaitees
- Abu Futaira
- Mubarak Al-Kabeer